# ピオトル・ヴラズウォ
ピオトル・ヴラズウォ（Piotr Wlazło 、1989年6月3日 - ）は、ポーランド・ラドム出身のプロサッカー選手。スタル・ミエレツ所属。ポジションは、ミッドフィールダー。